# Station Gliwice ZNTK
Station Gliwice ZNTK is een spoorwegstation in de Poolse plaats Gliwice.